# Julien Macdonald
Julien Macdonald, né le 19 mars 1971 à Merthyr Tydfil, Pays de Galles, est un styliste gallois qui est apparu comme juge dans l'émission télévisée Britain & Ireland's Next Top Model.
En 2001, il remporte le prix du « Créateur britannique de l'année » à la cérémonie des Fashion Awards et en mars 2001, il est nommé directeur artistique de Givenchy, succédant à Alexander McQueen,.

## Distinction
- Officier dans l'ordre de l'Empire britannique (2006)